# Município de Enoch (condado de Noble, Ohio)
O município de Enoch (em inglês: Enoch Township) é um município localizado no condado de Noble no estado estadounidense de Ohio. No ano de 2010 tinha uma população de 440 habitantes e uma densidade populacional de 6,45 pessoas por km².

## Geografia
O município de Enoch encontra-se localizado nas coordenadas 39° 42′ 29″ N, 81° 25′ 55″ O. Segundo o Departamento do Censo dos Estados Unidos, o município tem uma superfície total de 68.21 km², da qual 68,01 km² correspondem a terra firme e (0,3 %) 0,2 km² é água.

## Demografia
Segundo o censo de 2010, tinha 440 pessoas residindo no município de Enoch. A densidade populacional era de 6,45 hab./km².